# Anolis marron
Anolis marron (аноліс Жакмеля) — вид ігуаноподібних ящірок родини анолісових (Dactyloidae). Ендемік Гаїті.

## Поширення і екологія
Аноліси Жакмеля мешкають на південно-східному узбережжі півострова Тібурон на південному заході острова Гаїті. Вони живуть в тропічних лісах, на плантаціях і в садах. Зустрічаються на висоті до 182 м над рівнем моря.